# 阿三 (藝術家)
阿三，原名陳世樂，寫作人及藝術家。

## 簡介
阿三於香港中文大學藝術系畢業，後修畢藝術碩士（創作）及性別研究文學碩士課程。現為香港浸會大學兼任講師。他的創作跨越視覺藝術與文字，長期探討繪畫與文字之間的關係。曾獲得的文學獎有中文文學創作獎，而藝術方面的獎項包括大華銀行年度水墨藝術大獎。
阿三曾參與不同的藝術家駐留計劃及舉辦不同展覽。在其個展及聯展中，阿三展示了獨特的中式美學視角，並透過水墨技法及錄像，記錄社區故事及城市景觀。例如，在2019年的展覽「通往光的七道紅」中，以詩歌裝置的形式探索社區的記憶與情感。而在2020年的「Everyday Practice at 20」展覽中，阿三深入探討日常生活的細微之處，喚起觀眾對生活的關注。 此外，阿三於 2024年「油街在地—花晨月夕」展覽中，透過視覺藝術和文字的結合，反思日常生活的脈絡。作品經常反映對日常生活的深刻關注，並激勵觀眾思考與生活的連結。
除了展覽，阿三亦積極參與社區活動，舉辦導賞及工作坊，讓觀眾走進他的創作世界，了解作品背後的故事。他的藝術不僅是視覺的呈現，更是一種交流與探索的過程。阿三的作品曾在多個重要展覽中亮相，包括於香港的「2021新藝潮博覽會」及丹麥的ARoS Art Museum。他的創作風格深受觀眾喜愛，並在藝術界內外獲得廣泛認可。

## 奬項
| 年份 | 獎項                     | 作品                                 | 備註 |
| ---- | ------------------------ | ------------------------------------ | ---- |
| 2008 | 中文文學創作獎 散文組    | 《封存》                             |      |
| 2014 | 中文文學創作獎 新詩組    | 〈Waking up In a forest, Somewhere〉 |      |
| 2017 | 大華銀行年度水墨藝術大獎 | 《封存》                             |      |

## 藝術家駐留計劃

#### 2017
「藝術家在醫院」，香港九龍醫院精神科晴天復元中心

#### 2018
紐約藝術空間 Flux Factory 藝術家駐留，美國紐約
「越後妻有大地藝術祭」香港部屋藝評人駐留，日本新潟越後妻有
「藝評人@油街實現」，香港油街實現

#### 2019
ARos Art Museum 藝術家組合駐留，丹麥阿路斯

#### 2024
油街實現藝術空間及展覽 「油街在地—花晨月夕」

## 出版作品
| 年份 | 作品              | ISBN                   | 備註 |
| ---- | ----------------- | ---------------------- | ---- |
| 2007 | 單程票            | ISBN 978-988-99885-0-0 |      |
| 2008 | 與記憶不符的將來  | ISBN 978-988-99885-3-1 |      |
| 2016 | 書寫繪畫          | ISBN 978-988-99885-9-3 |      |
| 2019 | 文本有相          | ISBN 978-988-99885-1-7 |      |
| 2020 | Everyday Practice | ISBN 978-988-99885-2-4 |      |

## 展覽

#### 個展
2005  「百花深處」，香港牛棚藝術村藝術公社
2016  「在詩的港口」實驗計劃，香港灣仔A Walk with A3 
2019  「通往光的七道紅」詩歌裝置，丹麥奧胡斯ARoS Art Museum
「Everyday Practice」，美國紐約Flux Factory 
「一夕餘地」，香港藝術中⼼實驗畫廊
2024 「你好，荷李活道」, Novalis Art Design

#### 聯展
2002 「諾基亞亞太藝術2000「Playground of Your Imagination」， 南韓漢城Insa Art Center
2006 「Look! There flies their 21 grams!」第六屆香港文學節詩歌/音樂/舞蹈跨界表演，香港中央圖書館展覽館
2012  「日常字在」，香港灣仔藍屋
2015  「如是，有了光」，香港油街實現
2018  「對話的風景 – 駐院札記」，香港牛棚藝術村1a space
2021 「The Name Red」，香港藝穗會
2024 「錯置流」計劃阿三 X 律銘 藝術小組，黃竹坑 ADC Art space B16 Mist Gallery
2024  「油街在地」，香港油街實現

## 伸展閱讀
- 個人網站
- 展覽列表
- 香港文學資料庫 https://hklit.lib.cuhk.edu.hk/explore/#/search?keyword=%E9%99%B3%E4%B8%96%E6%A8%82